# Manierka

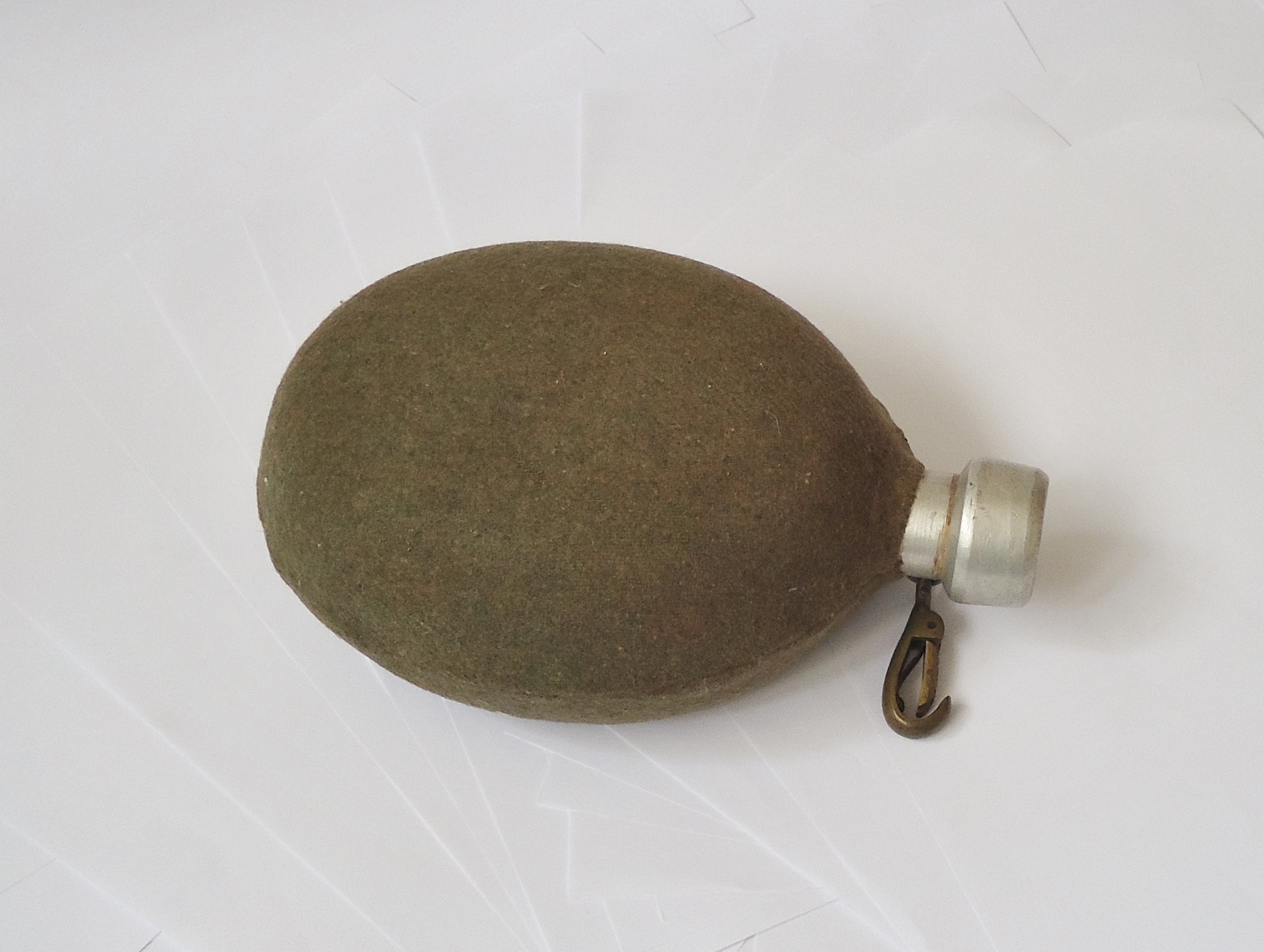
Manierka w pokrowcu

Manierka – niewielki pojemnik (zazwyczaj o pojemności do 2 litrów), wykonany ze sztywnego  materiału, przeznaczony do przenoszenia napojów w warunkach polowych. Popularny element wyposażenia wojskowego oraz turystycznego.

## Etymologia
Polska nazwa „manierka” pochodzi prawdopodobnie od niemieckiego manöverflasche (dosł. flaszka manewrowa) odnoszącego się do płaskich blaszanych butelek używanych przez wojsko i turystów.

## Budowa
Współczesna manierka ma formę pojemnika–butli o spłaszczonym kształcie wykonanego z wytrzymałego sztywnego materiału (np. aluminium, stal, plastik). Wyposażona jest w zamknięcie (najczęściej w formie szczelnej zakrętki), troki lub mocowanie innego typu umożliwiające jej przypięcie do pasa oraz często pokrowiec. Poza tym bywa niekiedy wyposażana w doczepiany kubek.
W swojej historii występowały jednak w zróżnicowanych formach konstrukcyjnych, znajdując zastosowanie wśród myśliwych, wojowników i pasterzy. Początkowo ich rolę pełniły tykwy lub wydrążone rogi zwierząt. Wykonywano je również ze stosunkowo mało praktycznych materiałów jak drewno i szkło. Niekiedy przybierały formy ozdobne jak na przykład tzw. niemieckie manierki rezerwistów pełniące funkcję wyłącznie pamiątkową.

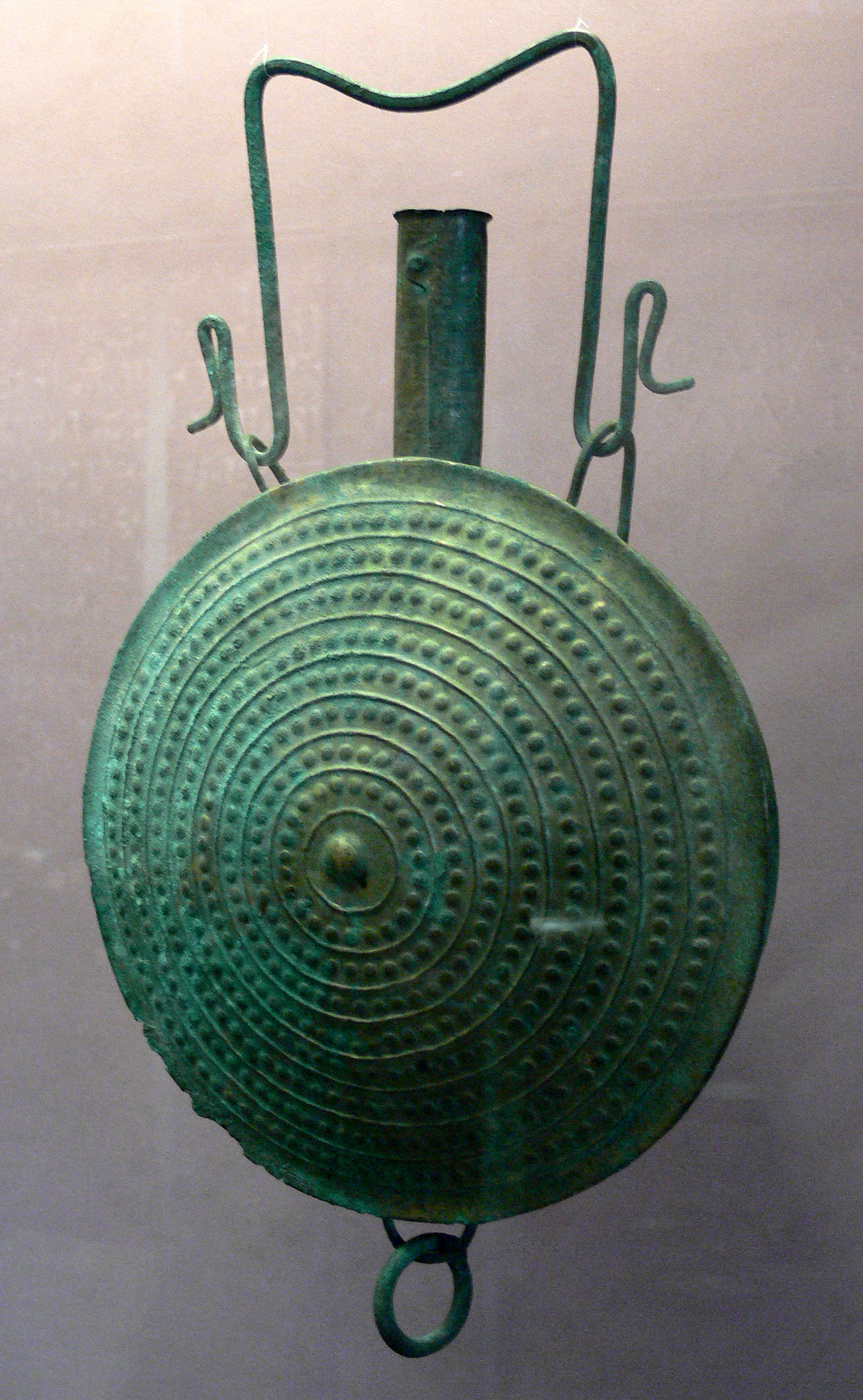
Etruska manierka z brązu, VII w. p.n.e.
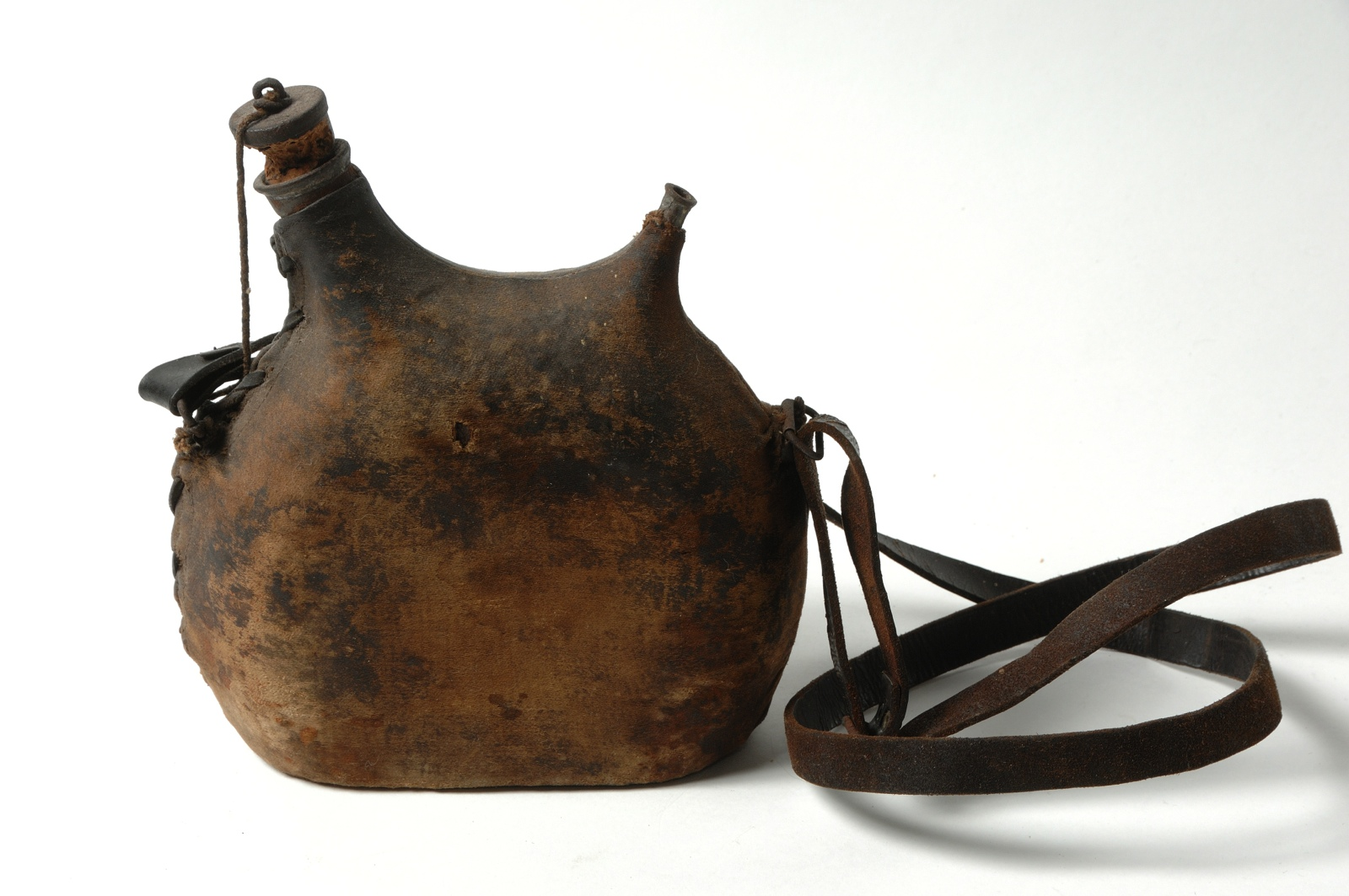
Francuska manierka Mle 1877
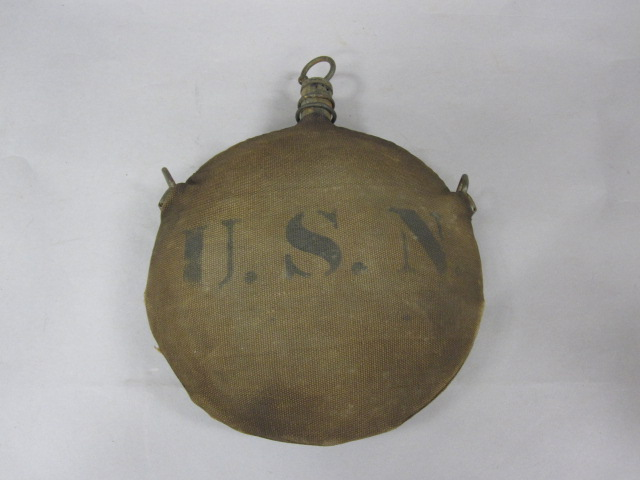
Amerykańska manierka M1878
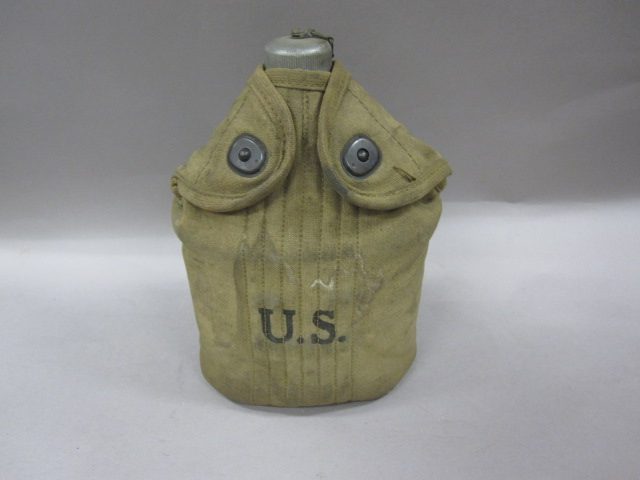
Amerykańska manierka M1910 (używana do ok. lat 60 XX w.)
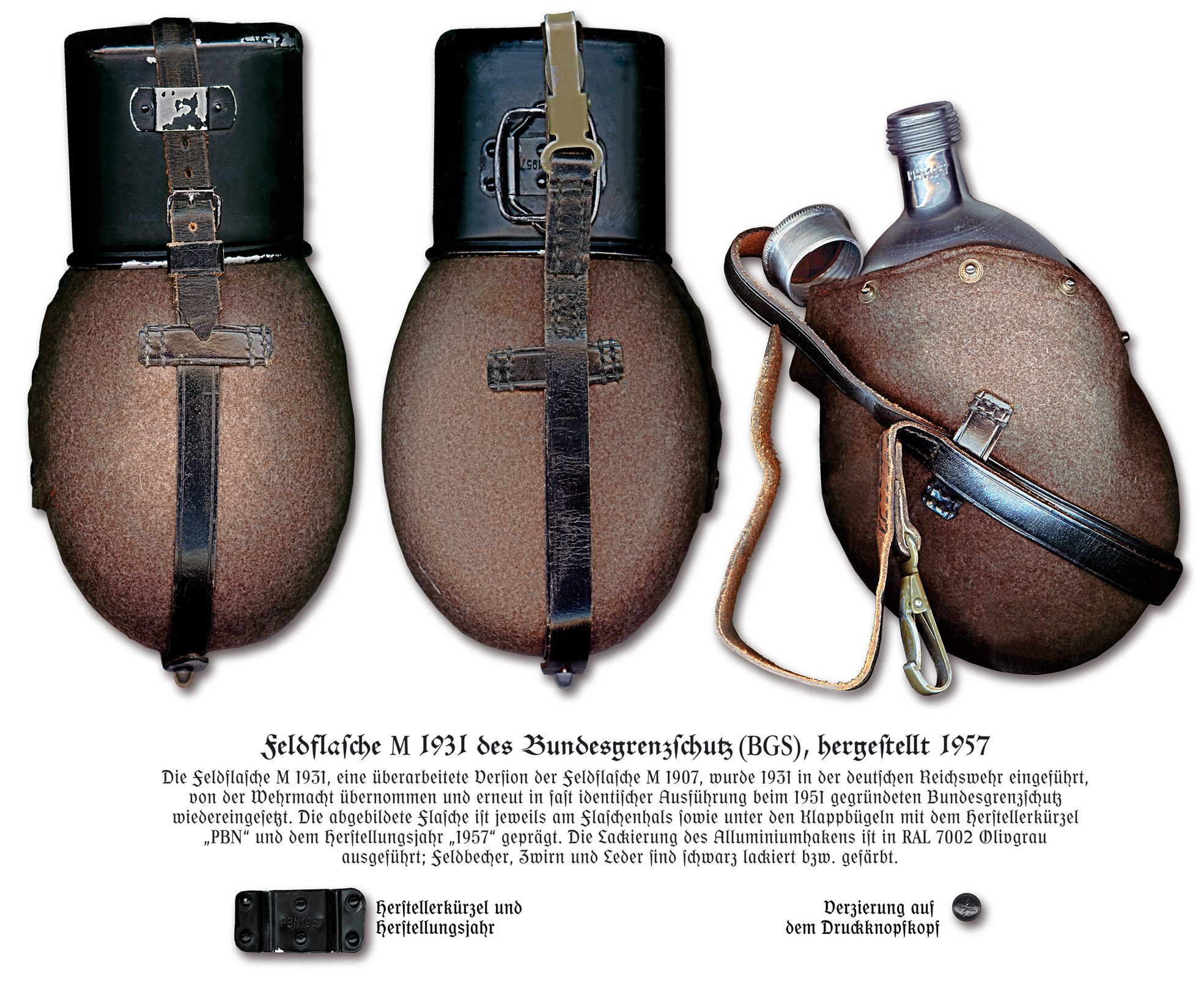
Niemiecka Feldflasche M31
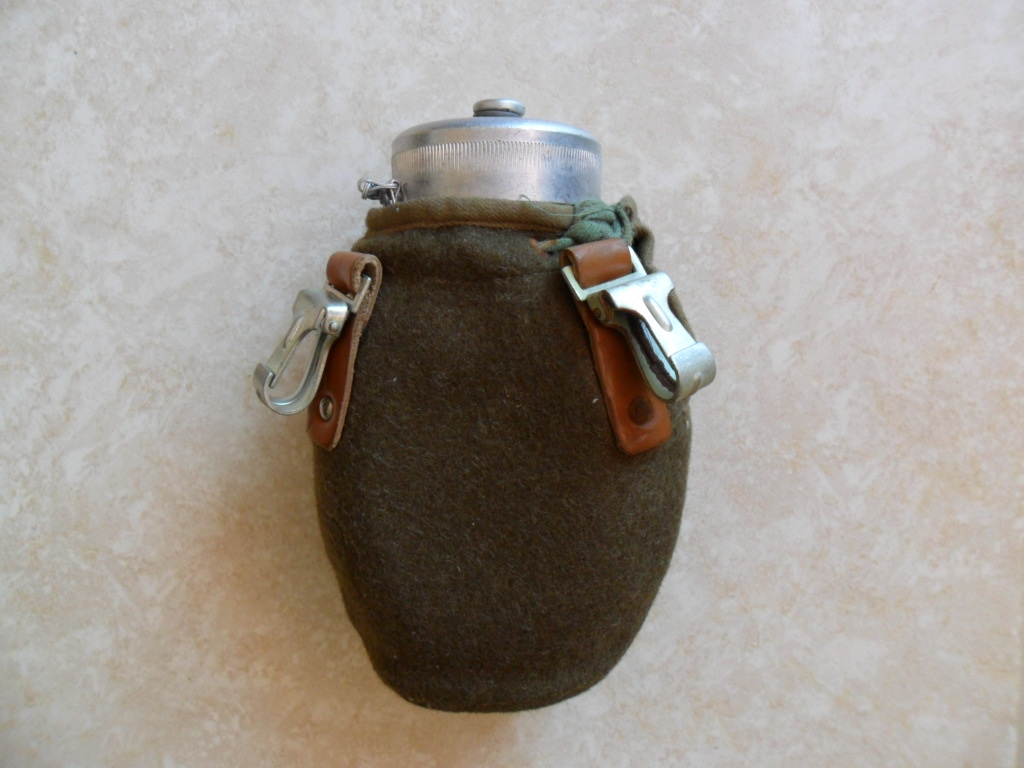
Polska manierka wz. 37 (używana do ok. lat 90 XX w.)